# Potrerillos (Luján de Cuyo)
Potrerillos é uma localidade situada sobre a Cordilheira dos Andes, na cidade de Luján de Cuyo, na província de Mendoza, Argentina.